# Cylindrepomus aureolineatus
Cylindrepomus aureolineatus là một loài bọ cánh cứng trong họ Cerambycidae.